# Füleki Városi Honismereti Múzeum
A Füleki Városi Honismereti Múzeum egy gazdag történelmű város történelmét bemutató múzeum Füleken, Szlovákiában.

## Története
A füleki Városi Honismereti Múzeum 1994 óta működik a helyi Vigadó épületében. Az épület rekonstrukcióját 2010-2011-ben az Európai Unió finanszírozta a Regionális Operációs Programon keresztül. A múzeum egykori állandó kiállítása 1994 augusztusában a helyi „vendégség“ (búcsú) keretén belül nyílt meg. Szinte napra pontosan az akkori megnyitó 20. évfordulóján nyílt meg az intézmény „A füleki pálmától a világhírű kakasig” című új állandó kiállítása a Szlovák Köztársaság Kulturális Minisztériumának hathatós anyagi segítségével. 

## Az épület
A városi múzeum épületét a 18. század elején emelték. Eredetileg elemi-, majd népiskola volt. 1994 óta múzeum, amelyben elsősorban a város helytörténete tekinthető meg. A várat is magába foglaló intézmény. A 19. század végéről származó, eklektikus homlokzatú Vigadó épülete a város közösségi életének ma is meghatározó színtere. Működött már benne kaszinó, mint az egyesületek és iparosok találkozóhelye, fogadó, iskola, Nógrádi Múzeum és könyvtár is. Jelenleg a Városi Könyvtárnak és a Füleki Városi Honismereti Múzeumnak ad helyet.

## Az állandó kiállítás
„A füleki pálmától a világhírű kakasig” című új állandó kiállítása a Szlovák Köztársaság Kulturális Minisztériumának hathatós anyagi segítségével. A kiállított tárgyak egy részének megvásárlásához, a gyűjtemények kimagasló értékű darabjainak restaurálásához és biztonságos bemutatásuk feltételeinek megteremtéshez a Füleki Vármúzeum 2008 és 2014 között nyolc pályázatot dolgozott ki és bonyolított le sikeresen.A hatéves előkészítő munka eredményeként megszületett tárlat a város történetét a vár 1682-es lerombolásától, pontosabban a város 17. század végi újratelepítésétől, követi végig az 1960-as évekig, bemutatva a helyi nemesség és iparosság tárgyi emlékeit és a környék katolikus lakosságának kulturális örökségét. Az észak-nógrádi és délnyugat-gömöri palócság népművészete mellett a kiállítás rámutat a város és a kistérség multietnikus jellegére is. Külön termet kapott a helyi zománcgyár, illetve iparművek gazdag tárgyi hagyatéka, melyben az egykori mívesen díszített zománcedények mellett a tűzhelygyári, kályhagyári, faipari és egyéb részlegek gyártmányait a város iparosodását dokumentáló fotóanyag öleli körül.A kiállítás címében szereplő pálma a 18. század elején került Fülek városi jelképeibe a Bebek család középkori címeréből, a kakas pedig a füleki zománcgyár védjegyében vitte el a helyi termékeken keresztül a nógrádi kisváros hírét a világ minden pontjára, hiszen a füleki termékeket négy világrészre exportálták Európában Görögországtól Svédországig, Ázsiában Irántól Szingapúrig, Afrikában Marokkótól Csádig és Amerikában Kanadától Paraguayig. A kiállításon a Füleki Vármúzeum saját gyűjteményeit a losonci Nógrádi Múzeum és Galéria műtárgyaival, valamint a helyi ferences kolostorból kölcsönzött egyedülálló tárgyi emlékekkel egészítette ki.

## Időszakos kiállítások
A https://web.archive.org/web/20161119055631/http://www.hradfilakovo.sk/ oldalon értesülhetnek a legfrissebb időszakos kiállításokról és egyéb információkról